# Новософіївка (Запорізький район)
Новософі́ївка — село в Україні, у Матвіївській сільській громаді Запорізького району Запорізької області. До 2020  року орган місцевого самоврядування — Дружелюбівська сільська рада. Населення станом на 1 січня 2007 року складало 416 осіб.

## Географія
Село Новософіївка розташоване за 23 км від обласного центру, на відстані 1 км від села Дружелюбівка, за 1,5 км від села Українка та за 4 км від міста Вільнянськ. Селом тече пересихаюча балка Скелювате із загатою. Поруч пролягають автошлях національного значення Н15 (Запоріжжя — Донецьк) та залізнична лінія Синельникове I — Запоріжжя I, станція Янцеве (за 3 км).

## Історія
Село Новософіївка засноване 1913 року.
У 1932—1933 роках селяни пережили більшовицький геноцид.
З 24 серпня 1991 року село у складі Незалежної України.
5 березня 2015 року у селі було повалено пам'ятник Леніну.
12 червня 2020 року, відповідно до розпорядження Кабінету Міністрів України № 713-р «Про визначення адміністративних центрів та затвердження територій територіальних громад Запорізької області», Дружелюбівська сільська рада об'єднана з Матвіївською сільською громадою.
17 липня 2020 року, в результаті адміністративно-територіальної реформи та ліквідації Вільнянського району, село увійшло до складу Запорізького району.
5 грудня 2022 року, вдень, під час масованої атаки на українські міста, російські окупанти завдали ракетного удару по передмістю Запоріжжя, по селу Новософіївка. В результаті ракетного удару пошкоджені приватні будинки місцян. За повідомленням Запорізької ОВА, під час ракетного удару двоє літніх подружжя загинуло та троє осіб поранено. Пізніше стало відомо, що серед постраждалих маленька дитина.

## Увічнення пам'яті
В центрі села Новософіївка знаходиться братська могила вояків Червоної армії, що брали участь у звільненні села від німецько-фашистських окупантів під час Другої світової війни.